# Niccolò Carlone
Niccolò Carlone (Genua, ca. 1644 – aldaar, 1714) was een Italiaanse kunstschilder uit de barok periode.

## Biografie
Niccolò was een van de vierentwintig kinderen van Giovanni Battista Carlone en Nicoletta Scorza. Hij behoorde tot een familie van Lombardische kunstenaars afkomstig uit Rovio, die zich in het midden van de zestiende eeuw in Genua gevestigd hadden.
Niccolò kreeg zijn eerste opleiding bij zijn vader en werd verder opgeleid door zijn broer Giovanni Andrea Carlone, met wie hij vaak samenwerkte. Hij zou bij zijn dood in 1714 blind geweest zijn.

## Werken
Omstreeks 1664 werkte Niccolò samen met zijn vader Giovanni Battista aan de decoratie met fresco’s van de Chiesa di San Siro, een van de oudste kerken van Genua. Van zijn hand zijn waarschijnlijk de drie fresco’s op de boog boven het altaar van Dominicus in Soriano. Hij decoreerde ook de kapel van de heilige Franciscus van Assisi in de kerk van San Filippo Neri in Genua, met een Franciscus in glorie op het gewelf. Voor dezelfde kerk schilderde hij ook twee panelen, een met de heilige Antonius van Padua met het kindje Jezus en het tweede met de heiligen Felix van Cantalice en Filippus Neri. Voor het seminarie van Genua schilderde hij nog acht doeken met de kerkleraren.
Van na 1665 kennen we twee olieverfschilderijen op doek, met Clara van Assisi en Rosa van Viterbo, die hij maakte voor de Chiesa dell'Annunziata del Guastato en die zich nu bevinden in de Bonaventurakapel van die kerk.
In 1692 werd hij betaald, voor de in samenwerking met zijn broer vervaardigde fresco’s in het palazzo Brignole-Sale.
Ook in de Cappella dei Mercanti in Turijn bevinden zich enkele werken van Niccolò Carlone, namelijk de Corteo dei Magi vicini a Gerusalemme en de Cavalcata dei Magi verso Betlemme.

## Web links
- Carlone, Italian family of artists op Web Gallery of Art

- Gemeinsame Normdatei: 132751569
- International Standard Name Identifier: 0000 0000 2309 8574
- SIKART: 4029381
- Virtual International Authority File: 45471803